# Josefina Ferrater Mestre
Josefina Ferrater Mestre (Reus, 1910 - 2006) va ser una hebraista i periodista catalana.
Filla d'un funcionari de l'Ajuntament de Reus, estudià magisteri, però no va exercir de mestra. Va treballar com el seu pare de funcionària municipal, i es matriculà a la Universitat de Barcelona on es llicencià en llengües semítiques. A partir de 1940 va ser la corresponsal a Reus del Diario Español, l'únic diari que es publicava a la província de Tarragona. El 1952 va començar a col·laborar al Setmanari Reus, fins al 1957. Va enviar assíduament cròniques al diari barceloní vinculat al franquisme Solidaridad Nacional. Va publicar també poemes a diverses revistes reusenques. Treballà en temes de lingüística hebrea i va traduir i publicar el llibre Ritual de pregàries jueves el 1995, que la van donar a conèixer com una de les millors hebraistes catalanes.